# Cannes-et-Clairan
Cannes-et-Clairan là một xã trong tỉnh Gard thuộc vùng Occitanie, phía nam nước Pháp. Xã Cannes-et-Clairan nằm ở khu vực có độ cao trung bình 60 mét trên mực nước biển.